# Lee Curreri
Lee Curreri (* 4. Januar 1961 in der Bronx, New York City) ist ein US-amerikanischer Schauspieler, Musiker und Filmkomponist.

## Leben
Lee Curreri absolvierte ein Musikstudium an der Manhattan School of Music. 1980 spielte er den Keyboarder Bruno Martelli in Fame – Der Weg zum Ruhm und der gleichnamigen Serie. 1982 bis 1983 war er Mitglied beim Musikprojekt The Kids from Fame. Er war danach überwiegend als Komponist für TV-Serien/Filme oder Werbespots aktiv. Er betreibt ein eigenes Musikstudio in Marina del Rey.

## Filmografie (Auswahl)

### Als Schauspieler
- 1980: Fame – Der Weg zum Ruhm (Fame)
- 1982–1987: Fame – Der Weg zum Ruhm (Fame, Fernsehserie, 61 Folgen)
- 1986: Crystal Heart

### Als Komponist
- 1997–1999: Die Schattenkrieger (Soldier of Fortune, Inc, Fernsehserie, 36 Folgen)
- 2006: The Deep and Dreamless Sleep
- 2007: I Tried
- 2010: Meskada
- 2010: Elvira’s Movie Macabre (Fernsehreihe, 3 Folgen)
- 2016: Bruna in Beverly Hills (Fernsehserie, Pilotfolge)